# Chłopi przy posiłku

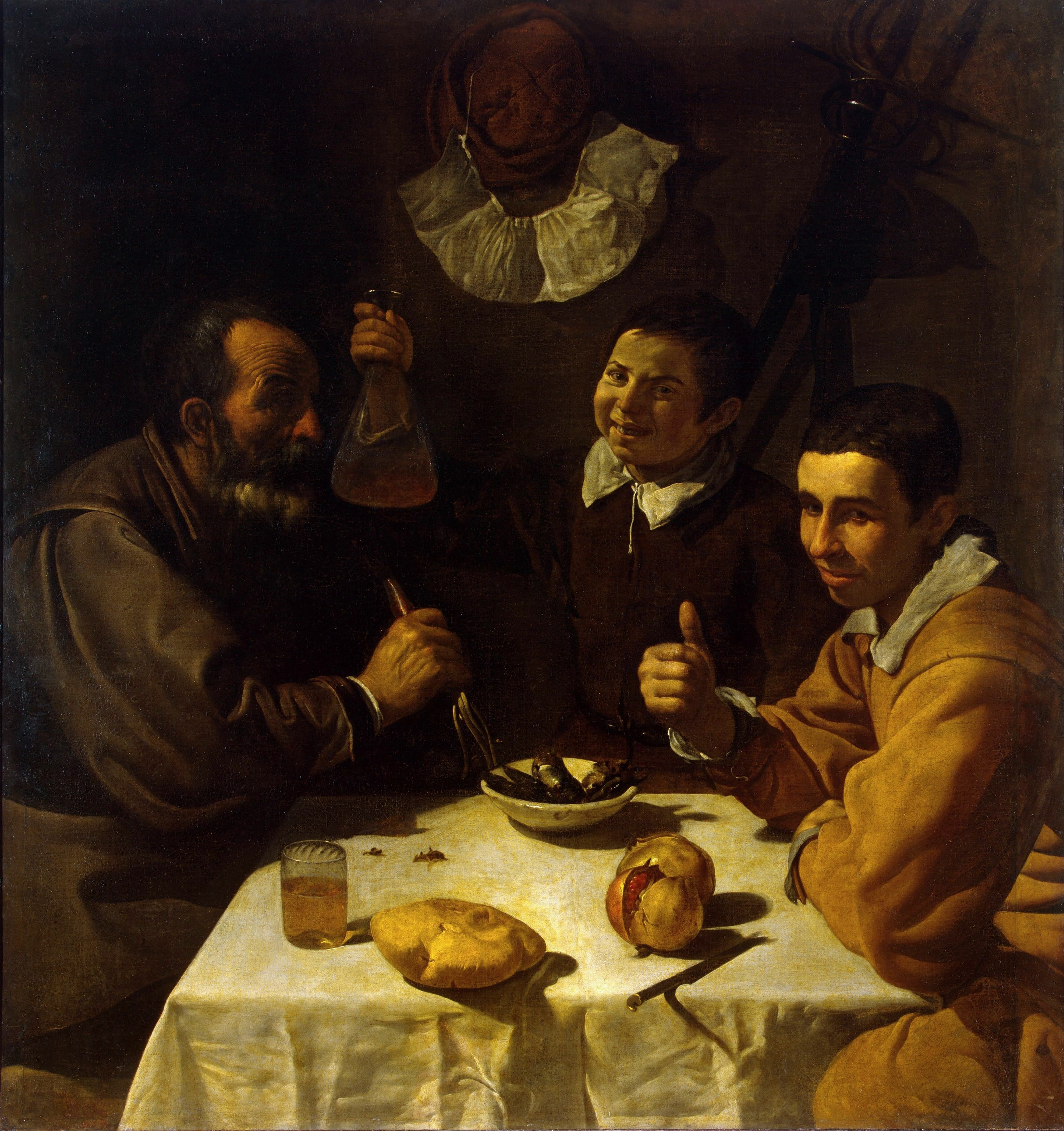
Diego Velázquez, Śniadanie, ok. 1618, Ermitaż, Petersburg

Chłopi przy posiłku (hiszp. Almuerzo de campesinos) – obraz hiszpańskiego malarza okresu baroku Diega Velázqueza, obecnie znajduje się w Muzeum Sztuk Pięknych w Budapeszcie.
Jest to jedno z najwcześniejszych dzieł artysty, obraz powstał w Sewilli ok. 1618 roku. Jego losy nie zostały dokładnie poznane, w 1795 był prawdopodobnie w zbiorach O’Crouleya z Kadyksu, w 1897 stanowił część kolekcji A. Sandersona w Edynburgu, w 1908 został zakupiony na aukcji w Londynie dla muzeum w Budapeszcie.

## Opis obrazu
Młody Velázquez chętnie malował sceny rodzajowe z udziałem chłopów i muzykantów, by od ok. 1625 zająć się tematyką religijną. Obraz stanowi połączenie martwej natury przedstawionej na pierwszym planie i ukazanej w tle sceny rodzajowej.
Artysta przedstawił troje wieśniaków podczas posiłku. Przy nakrytym białym obrusem stole siedzi dwóch mężczyzn, kobieta ukazana w środku ostrożnie nalewa wino do kielicha. Starszy mężczyzna znajdujący się z lewej strony w skupieniu słucha młodszego, jego prawa ręka bezwiednie sięga po kielich. Młodszy mężczyzna opowiada coś z przejęciem gestykulując przy tym ręką. Sposób przedstawienia postaci, oddanie ich nastroju i wzajemne powiązanie świadczą o znajomości anatomii i znacznych umiejętnościach warsztatowych malarza.
Przedstawiona na pierwszym planie martwa natura jest wyeksponowana przez biel obrusa i wysunięcie w stronę widza. Stanowią ją proste przedmioty i produkty żywnościowe: bochenek chleba, ryba na talerzu, cytryna, marchew, szklanka i miedziany dzbanek. Precyzyjnie namalowane przedmioty wydają się być rzeczywiste i namacalne. Przeważają barwy ciemne, natomiast ciepłe występują w znacznie mniejszej ilości.
Tło obrazu jest ciemne i nieokreślone, całość oświetla silne i niewidoczne źródło światła, co pozwala doszukać się podobieństw do dzieł Caravaggia (np. Wieczerzy w Emmaus). W Ermitażu znajduje się podobny obraz Velázqueza Śniadanie, na którym przedstawiono trzech mężczyzn.